# NGC 1660
NGC 1660 (również PGC 15908) – galaktyka spiralna (Sa), znajdująca się w gwiazdozbiorze Rylca. Odkrył ją John Herschel 1 grudnia 1837 roku.